# کوین آلیسون
کوین آلیسون (انگلیسی: Kevin Allison؛ زادهٔ ۱۶ فوریهٔ ۱۹۷۰) بازیگر، کمدین و نویسنده اهل ایالات متحده آمریکا است. وی از سال ۱۹۹۱ میلادی تاکنون مشغول فعالیت بوده‌است.